# رازبة
الرازبة (الاسم العلمي: Rhizopus ) هي جنس من الفطريات تتبع الفصيلة العفنية من رتبة العفنيات.

## أنواع الرازبة
- رازبة أجمية
- رازبة ألبية
- رازبة أمريكية
- رازبة أنيقة
- رازبة بقرية
- رازبة بيضاء
- رازبة تامارية
- رازبة تونكينية
- رازبة جميلة
- رازبة حمضية
- رازبة خشنة
- رازبة خيلية
- رازبة خيمية
- رازبة درنية
- رازبة ذروية
- رازبة رزية
- رازبة رقيقة
- رازبة رئدية
- رازبة زيتية الأبواغ
- رازبة سائبة الحبوب
- رازبة سفائية
- رازبة سوداء
- رازبة شانغهاي
- رازبة شبه صينية
- رازبة شمالية
- رازبة شوكية
- رازبة صغرى
- رازبة صغيرة الأبواغ
- رازبة طفيلية
- رازبة فرعاء
- رازبة قصيرة
- رازبة قليلة الأبواغ
- رازبة قمحية
- رازبة كبيرة الأبواغ
- رازبة مبيضة
- رازبة متوسطة
- رازبة مسودة
- رازبة مصفرة
- رازبة مضلعة الأبواغ
- رازبة مغزلية
- رازبة مميعة
- رازبة ناصعة
- رازبة نرويجية
- رازبة يابانية